# محطة قطار كرومفورد
محطة قطار كرومفورد (بالإنجليزية: Cromford railway station)‏‏ هي محطة قطار في كرومفورد في المملكة المتحدة، تُشغلها قطارات إيست ميدلاند. افتُتحت هذه المحطة في 1849، ويبلغ عدد مسارات أرصفتها 1.